# Пермяков, Иван Иванович
Иван Иванович Пермяков (род. 14 марта 1944 года, с. Пермяки, Молотовская область) — советский и российский певец (тенор), исполнитель русских народных песен и песен отечественных композиторов. Народный артист Российской Федерации (1994), Почётный гражданин Свердловской области (2018), кавалер ордена Дружбы народов (1986), лауреат премии губернатора Свердловской области (2002).

## Биография
Родился 14 марта 1944 года, в селе Пермяки, Большесосновского района Молотовской области (ныне Пермский край).
После окончания 9 классов поступил в строительное училище, где получил специальность плотника-опалубщика. С 1961 года работал в строительном тресте. Активно участвовал в художественной самодеятельности (пел в Прикамском народном хоре).
В мае 1962 года, прочитав в газете объявление, в котором было написано следующее:« Уральский народный хор объявил конкурс на замещение должностей в хоровую группу». Конечно, были трудности, но Иван Иванович очень сильно хотел петь в профессиональном коллективе, и он их преодолел и был принят в хоровую группу хора.
Позже Иван Иванович оканчивает областное культурно-просветительское училище и получает специальность руководителя хора.
Огромная гастрольная география, большое количество концертов с Уральским хором по всему Советскому Союзу и за рубежом. Выступал перед строителями БАМа, а в 1986 году давал концерты в непосредственной близости от разрушенного реактора Чернобыльской АЭС.
С 1997 по 2003 год занимал должность директора Уральского государственного академического народного хора, одновременно с этим продолжал исполнять партии ведущего солиста хоровой группы.
В данное время занимает должность советника директора Уральского центра народного искусства. Продолжает активно гастролировать и давать концерты, председатель общественного совета при Министерстве культуры Свердловской области.
В 2013 году имя И. И. Пермякова включено в международный биографический сборник Лучшие люди.

## Репертуар
Более 50 лет сотрудничал с известным композитором Е. П. Родыгиным, исполнял большое количество его песен. Также в репертуаре значимую роль занимают песни уральского композитора, Заслуженного деятеля искусств РСФСР, Е. С. Щекалёва. Также в репертуаре песни отечественных композиторов, и, конечно, русские народные песни.

## Награды и признание
Почётные звания:
- Заслуженный артист РСФСР (02.06.1981)[3]
- Народный артист Российской Федерации (11.04.1994)[1]
- Почётный гражданин Свердловской области (18.04.2018)[4]

Ордена:
Орден Дружбы народов (1986)
Медали:
- Медаль «Ветеран труда»
- Дети войны (75 лет Победы)

Знаки отличия:
- 3 знака Министерства культуры СССР «За отличную работу» (1969 г; 1977 г; 1983 г..)
- Нагрудный знак «За достижения в культуре» (1998)
- Почётный знак «За заслуги перед городом Екатеринбургом» (2003)
- 2 знака отличия «За заслуги перед Свердловской областью» III и II степеней
- Знак отличия Свердловской области «Совет да любовь»